# 草竹幸一
草竹 幸一（くさたけ こういち、1957年12月5日 - ）は、宮崎県串間市出身で大鵬部屋に所属した元大相撲力士。184cm、135kg。最高位は東十両11枚目。得意技は左四つ、寄り。

## 経歴
中学校から柔道を始めて宮崎商業高校でも続けた。体格の良さを見込んで訪ねて来た大鵬から勧誘され、相撲は好きではなかったが、周囲に説得されて入門した。1973年7月場所に初土俵、1982年1月場所に24歳で十両昇進を果たすも5勝10敗と負け越し、十両在位はこの1場所に終わる。1984年7月場所限りで廃業。
初めて序ノ口に在位した1973年9月場所では、非常に珍しい「5勝2敗の6名による序ノ口優勝決定戦」に出場した（結果は初戦敗退）。

## 主な成績
- 通算成績：244勝219敗7休 勝率.527
- 十両成績：5勝10敗 勝率.333
- 現役在位：67場所
- 十両在位：1場所
- 各段優勝
  - 幕下優勝：1回（1981年7月場所）

### 場所別成績
| | 一月場所 初場所（東京） | 三月場所 春場所（大阪） | 五月場所 夏場所（東京） | 七月場所 名古屋場所（愛知） | 九月場所 秋場所（東京） | 十一月場所 九州場所（福岡） |
| --- | ----------------------- | ----------------------- | ----------------------- | --------------------------- | ----------------------- | --------------------------- |
| 1973年 （昭和48年） | x                       | x                       | x                       | （前相撲）                  | 東序ノ口16枚目 5–2      | 東序二段70枚目 3–4          |
| 1974年 （昭和49年） | 東序二段80枚目 4–3      | 東序二段64枚目 4–3      | 東序二段50枚目 5–2      | 西序二段16枚目 2–5          | 東序二段37枚目 5–2      | 西序二段4枚目 4–3           |
| 1975年 （昭和50年） | 西三段目71枚目 4–3      | 西三段目53枚目 3–4      | 西三段目63枚目 2–5      | 東序二段13枚目 3–4          | 西序二段31枚目 6–1      | 西三段目52枚目 4–3          |
| 1976年 （昭和51年） | 西三段目35枚目 4–3      | 東三段目22枚目 2–5      | 東三段目45枚目 4–3      | 東三段目33枚目 4–3          | 西三段目20枚目 5–2      | 東幕下50枚目 3–4            |
| 1977年 （昭和52年） | 西幕下60枚目 4–3        | 西幕下50枚目 3–4        | 東幕下60枚目 4–3        | 東幕下45枚目 3–4            | 東幕下52枚目 2–5        | 西三段目15枚目 5–2          |
| 1978年 （昭和53年） | 西幕下55枚目 6–1        | 東幕下23枚目 4–3        | 西幕下17枚目 3–4        | 東幕下24枚目 4–3            | 西幕下18枚目 6–1        | 東幕下5枚目 3–4             |
| 1979年 （昭和54年） | 東幕下12枚目 3–4        | 西幕下21枚目 3–4        | 西幕下30枚目 3–4        | 西幕下39枚目 4–3            | 西幕下27枚目 4–3        | 東幕下22枚目 4–3            |
| 1980年 （昭和55年） | 東幕下15枚目 2–5        | 東幕下32枚目 2–5        | 西幕下54枚目 5–2        | 西幕下31枚目 5–2            | 西幕下17枚目 4–3        | 西幕下12枚目 3–4            |
| 1981年 （昭和56年） | 東幕下23枚目 4–3        | 東幕下18枚目 5–2        | 東幕下7枚目 1–6         | 東幕下25枚目 優勝 6–1       | 東幕下7枚目 4–3         | 西幕下4枚目 5–2             |
| 1982年 （昭和57年） | 東十両11枚目 5–10       | 東幕下4枚目 4–3         | 東幕下2枚目 2–5         | 東幕下12枚目 2–5            | 西幕下30枚目 4–3        | 東幕下21枚目 3–4            |
| 1983年 （昭和58年） | 西幕下29枚目 4–3        | 西幕下25枚目 3–4        | 東幕下40枚目 4–3        | 東幕下31枚目 4–3            | 東幕下26枚目 4–3        | 西幕下18枚目 3–4            |
| 1984年 （昭和59年） | 東幕下27枚目 4–3        | 東幕下21枚目 4–3        | 東幕下13枚目 4–3        | 西幕下8枚目 引退 0–0–7      | x                       | x                           |
| 各欄の数字は、「勝ち-負け-休場」を示す。 優勝 引退 休場 十両 幕下 三賞：敢=敢闘賞、殊=殊勲賞、技=技能賞 その他：★=金星 番付階級：幕内 - 十両 - 幕下 - 三段目 - 序二段 - 序ノ口 幕内序列：横綱 - 大関 - 関脇 - 小結 - 前頭（「#数字」は各位内の序列） |                         |                         |                         |                             |                         |                             |

## 改名歴
- 草竹 幸一（くさたけ こういち）1973年7月場所 - 1979年1月場所
- 若大翔 幸一（わかたいしょう こういち）1979年3月場所 - 1980年5月場所
- 草竹 幸一（くさたけ こういち）1980年7月場所 - 1984年7月場所